# بزرگراه میان‌ایالتی ۴۵

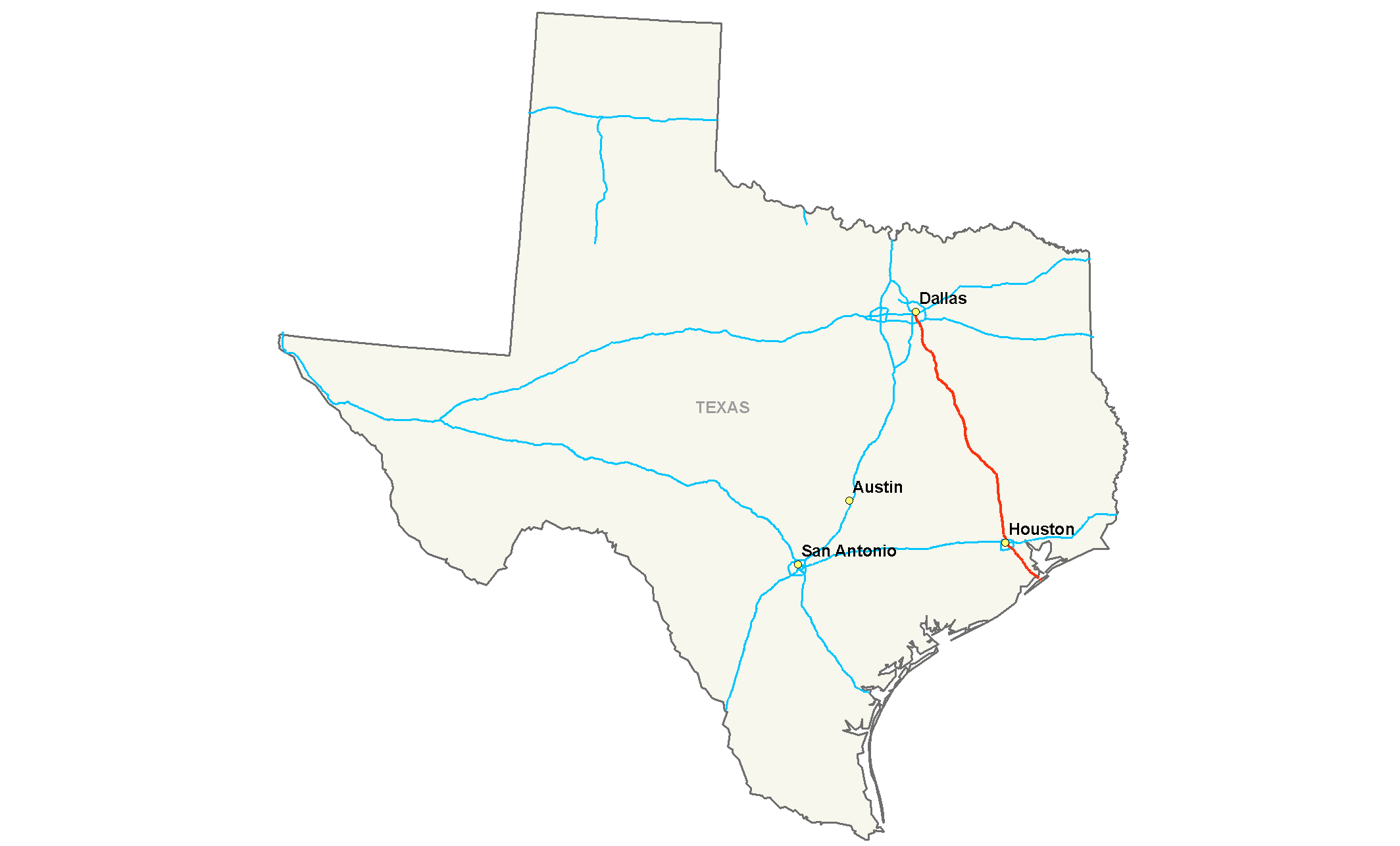
مسیر بزرگراه میان‌ایالتی ۴۵ بر روی نقشه ایالت تکزاس.

میان‌ایالتی ۴۵ (به انگلیسی: Interstate 45) مشهور به I-45، نام یک بزرگراه است، و یکی از شاهراه‌های آمریکا است که در مسیر ۴۵۹ کیلومتری خود از شهرهای متعددی گذر می‌کند.